# 吉田セイラ
吉田 セイラ（よしだ セイラ、1982年3月12日 - ）は、日本の女性ファッションモデル。

## 略歴
父親は日本人で、母親はイタリア系ブラジル人。ブラジルのサンパウロで生まれ、6歳まで同地に暮らした。その後アラブ首長国連邦のアブダビで暮らし、日本人学校に通い日本語を覚えた。中学2年から宮崎県都城市、大学から大阪で暮らした。大阪でスカウトされ、大学卒業後に東京でモデルの仕事を始めた。
2006年からファッション雑誌『S Cawaii!』のモデルとして活動。
2013年までLDHに所属していた。その後アルファベットプロモーションに所属していた。

## 人物
日本語、ポルトガル語、アラビア語の3ヶ国語が話せる。

## 出演

### CM
- フレンテ「PINKY」（2005年）
- 花王「クリアクリーン ホワイトニング」（2005年）
- あるふぁくらぶ（2006年）
- NTTドコモ information CM「トレジャーハンター」（2006年）
- 花王「クイックルワイパー ハンディ」（2006年）

### 広告
- ROSE FAN FAN（2006年）
- SHIBUYA 109「Super White Xmas 109」（2006年）
- SHIZUOKA109「Lovexury Xmas」（2007年）
- FITSコーポレーション 香水「Dramatic Parfums」（2008年）
- ムラサキスポーツ「ONE-PIECE COLLECTION」（2008年）

### イベント
- 東京ガールズコレクション（2005年・2007年・2008年）
- CECIL McBEE SPECIAL CHRISTMAS PARTY（2007年）
- Packish Night（2008年）
- Chupa Chups Collection（2008年）
- 3VIVES（2009年）
- 神戸コレクション（2009年）

### 雑誌
- S Cawaii!（2006年 - 2010年、主婦の友社） - レギュラーモデル

他多数

### カタログ・パンフレット
- ゴーセン 総合カタログ
- KICS スノーボード
- バンタンデザイン研究所（2005年）
- ベルカーサ
- MY HONEY BEE（2010年）
- PUMA Running 2011 FALL（2011年）

### テレビ
- Oxala!（2006年4月 - 2007年3月、スペースシャワーTV） - レギュラー
- メッセージ〜伝説のCMディレクター・杉山登志〜（2006年8月28日、TBS）
- 週刊EXILE（2011年、TBS） - リポーター

### WEBドラマ
- Tokyo Prom Queen（2008年5月 - 7月） - ミシェル 役

### ミュージックビデオ
- COLOR「Midnight call」（2008年）

### その他
- DVD「ルアーマガジン」リポーター
- ミネラルウォーター VP
- 虜ロール VP
- DVD「MTV Pinks｣（2007年）
- コンピレーションアルバム『S Reggae 2』『S Reggae Best!』ジャケット（2008年）